# Dúo Coplanacu
Dúo folclórico composto por Roberto Cantos e Julio Paz formado em 1985 em Córdoba, Argentina.
A principios dos anos '90, Andrea Leguizamón,cordobesa, estudante de violino no conservatório se incorpora ao Dúo Coplanacu, que fica com 3 componentes ma s mantém o nome.

## Discografia
- Dúo Coplanacu (1991)
- Retiro Al Norte (1995)
- Paisaje (1997)
- Desde Adentro (1999)
- El Encuentro (2000)
- Guitarrero (2002)
- Corazón Sin Tiempo (2005)
- Taquetúyoj (2008)